# アジアハイウェイ34号線
アジアハイウェイ34号線（アジアハイウェイ34ごうせん）は、アジアハイウェイ網の路線の一つ。アジアハイウェイ東アジア・北東アジア小地域（サブリージョン）の路線の一つ。総延長は1,033kmである。
中華人民共和国連雲港市を起点とし西に向かい延びる。途中鄭州でアジアハイウェイ1号線と交差し、終点の西安ではアジアハイウェイ5号線と接続する。

## ルート

### 中華人民共和国
区間延長1,033km
- 連霍高速道路 : 連雲港 - 鄭州（アジアハイウェイ1号線と交差） - 西安（アジアハイウェイ5号線と接続）

## 参考資料
- Asian Highway （英語） - 国際連合アジア太平洋経済社会委員会による解説
- Asian Highway Route Map (PDF)  （英語） - 国際連合アジア太平洋経済社会委員会によるルート図
- Asian Highway Handbook (PDF)  （英語） - 国際連合アジア太平洋経済社会委員会
- アジアハイウェイ・プロジェクトの概要 - 国土交通省総合政策局
- アジアハイウェイとは - 国土交通省総合政策局